# Víctor Moro Rodríguez
Víctor Moro Rodríguez (Ribadeo, província de Lugo, 25 d'abril de 1926- 15 de desembre de 2021 en Baíña (Baiona)) fou un economista gallec.

## Biografia
Entrà en el cos tècnic del Banc d'Espanya el 1948, i el 1960 n'esdevingué interventor. El 1975 fou nomenat director general de Pesca Marítima i a les eleccions generals espanyoles de 1977 fou elegit diputat per la província de Pontevedra a les llistes d'UCD, i fou vocal de la Comissió d'Economia i Hisenda del Congrés dels Diputats.
Fou nomenat novament director general de pesca el 1977-1978 i el 1980 director general del Banc d'Espanya a Barcelona, càrrec que deixà el 1989, quan fou nomenat sotsdirector del Banc d'Espanya. A les eleccions municipals espanyoles de 1979 encapçala la candidatura de la UCD al municipi de Vigo. Tot i ser la candidatura més votada, Manoel Soto Ferreiro és escollit alcalde i Moro esdevé líder de l'oposició municipal. Deixa la política el 1980 per uns anys, i torna com a membre de Coalició Gallega i durant uns mesos lidera la formació fins que va dimitir el 1984.
El 1998 va rebre la Creu de Sant Jordi. També ha desenvolupat una tasca important en el sector privat. El 1962 fou director general de Pescanova S.A., i des del 1980 també ha estat conseller d'Unión Fenosa i de Corporación Alimentaria Vima (Vigo).